# Marina Keller
Marina Keller (Richterswil, 23 febbraio 1984) è una calciatrice svizzera, difensore svincolato e già della Nazionale svizzera.

## Carriera

### Club
Marina Keller inizia a giocare nella formazione giovanile femminile del Freienbach.
Nel 2006 viene contattata dal Schwerzenbach, club dell'omonima cittadina del Canton Zurigo, per inserirla nella propria formazione che disputa la Lega Nazionale A, massimo livello della struttura del campionato svizzero femminile di calcio. Con la squadra rimane complessivamente dieci stagioni, interessate da cambi societari e fusioni che sfoceranno nella collaborazione con il Grasshoppers. In questo periodo contribuisce a far conquistare all'allora denominata United Schwerzenbach la Coppa Svizzera edizione 2007-2008.
Nell'estate 2010 decide di misurarsi con un campionato estero, sottoscrivendo un contratto con il Levante per giocare nella Superliga, primo livello del campionato spagnolo di categoria. Con la società di Valencia gioca la sola stagione 2010-2011, ottenendo la salvezza ed il primo posto del Gruppo C nella seconda fase nel complesso campionato spagnolo nonché gli ottavi di finale della Copa de la Reina, alla conclusione della quale passa al Sant Gabriel per disputare la stagione 2011-2012 nella rinominata e profondamente riformata Primera División. Anche con la nuova squadra ottiene una facile salvezza raggiungendo la decima posizione in campionato, al termine del quale ritiene conclusa la sua avventura estera decidendo di tornare in Svizzera.
Durante il calciomercato estivo sottoscrive un accordo con il Zurigo (FC Zürich Frauen) che si rivela proficuo negli anni seguenti. Con le biancazzurre ottiene tre titoli di Campione di Svizzera consecutivi, al termine delle stagioni 2012-2013, 2013-2014 e 2014-2015, e due coppe, nel 2013 e 2015.

## Palmarès

### Club
- Lega Nazionale A (calcio femminile): 3

Zurigo: 2012-2013, 2013-2014, 2014-2015
- Coppa Svizzera (calcio femminile): 3

United Schwerzenbach: 2007-2008
Zurigo: 2012-2013, 2014-2015

### Individuale
- Calciatrice svizzera dell'anno

2008